# Universidad Peruana Cayetano Heredia
La Universidad Peruana Cayetano Heredia (siglas: UPCH) es una universidad privada ubicada en el distrito de San Martín de Porres, en la ciudad de Lima, capital del Perú. Fue fundada el 22 de septiembre de 1961, por un grupo de docentes de la Facultad de Medicina Humana «San Fernando» de la Universidad Nacional Mayor de San Marcos, liderada por los doctores Honorio Delgado y Alberto Hurtado Abadía, siendo la segunda universidad privada más antigua del país, y cuenta con un modelo educativo superior actualizado.
Nombrada en honor al médico peruano Cayetano Heredia, la universidad se enfoca principalmente en las áreas de medicina y ciencias de la salud, contando actualmente con ocho facultades, tres institutos y dos escuelas. Es tradicionalmente considerada una de las dos mejores instituciones peruanas de educación superior en estas áreas, junto con la Facultad de Medicina de San Marcos, de la cual deriva. Luego de la fundación, se eligieron a las primeras autoridades: Dr. Honorio Delgado (Rector), Dr. Oscar Soto (Vicerrector) y Dr. Alberto Hurtado (Decano de la Facultad de Medicina). Su actual rector es el Dr. Enrique Castañeda Saldaña.
La universidad es reconocida entre las mejores universidades del Perú, ubicándose casi siempre dentro de los diez primeros lugares a nivel nacional en los diversos rankings universitarios. Asimismo, junto con la Universidad Nacional Mayor de San Marcos y la Pontificia Universidad Católica del Perú, es una de las tres únicas universidades peruanas que han llegado a ocupar la primera posición a nivel nacional en determinadas ediciones de las clasificaciones académicas existentes.
El modelo educativo de la universidad se basa en un enfoque por competencias. Las competencias, como señala Tobón (2007), son comportamientos claves, como las habilidades, conocimientos y destrezas, que desarrollan las personas y que les permite ser competitivos dentro de los entornos laborales. Por ello, el enfoque por competencias busca desarrollar y fortalecer capacidades, habilidades y actitudes de los alumnos para responder a las necesidades y contribuir a resolver los problemas en el contexto real que se desenvuelvan con idoneidad y ética.La última versión del Modelo Educativo de la Universidad Peruana Cayetano Heredia fue aprobado en Concejo Universitario del 7 de septiembre del 2022.

## Historia

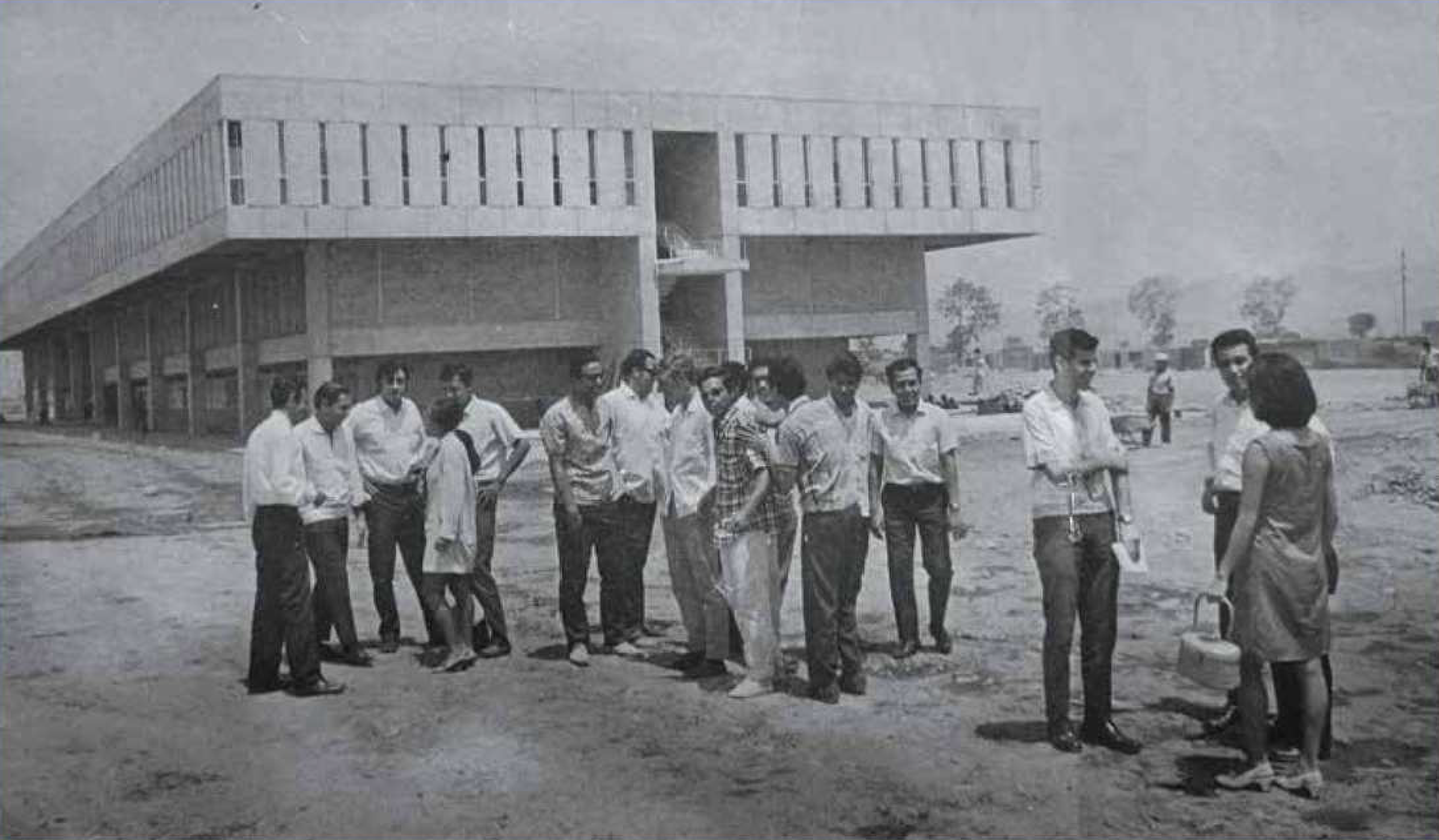
Edificio de la Universidad Peruana Cayetano Heredia en 1968.

La fundación de la Universidad Peruana Cayetano Heredia nace con la fundación de su facultad de Medicina. El 25 de julio de 1961, un grupo docentes y estudiantes de la Facultad de Medicina Humana "San Fernando" de la Universidad Nacional Mayor de San Marcos conformaron la Unión Médica de Docentes Cayetano Heredia, liderada por los doctores Honorio Delgado y Alberto Hurtado Abadía como oposición a la participación del tercio estudiantil en el gobierno de la facultad. Este grupo de profesores y estudiantes expresó su desacuerdo con la legislación, inspirada entonces en el APRA, partido político interesado en el control del sistema universitario del país. Como fracasó su campaña para preservar a los académicos, los más de 400 miembros de la facultad no tuvieron otra opción que renunciar en masa y fundar una nueva escuela de medicina como una institución académica privada sin fines de lucro.

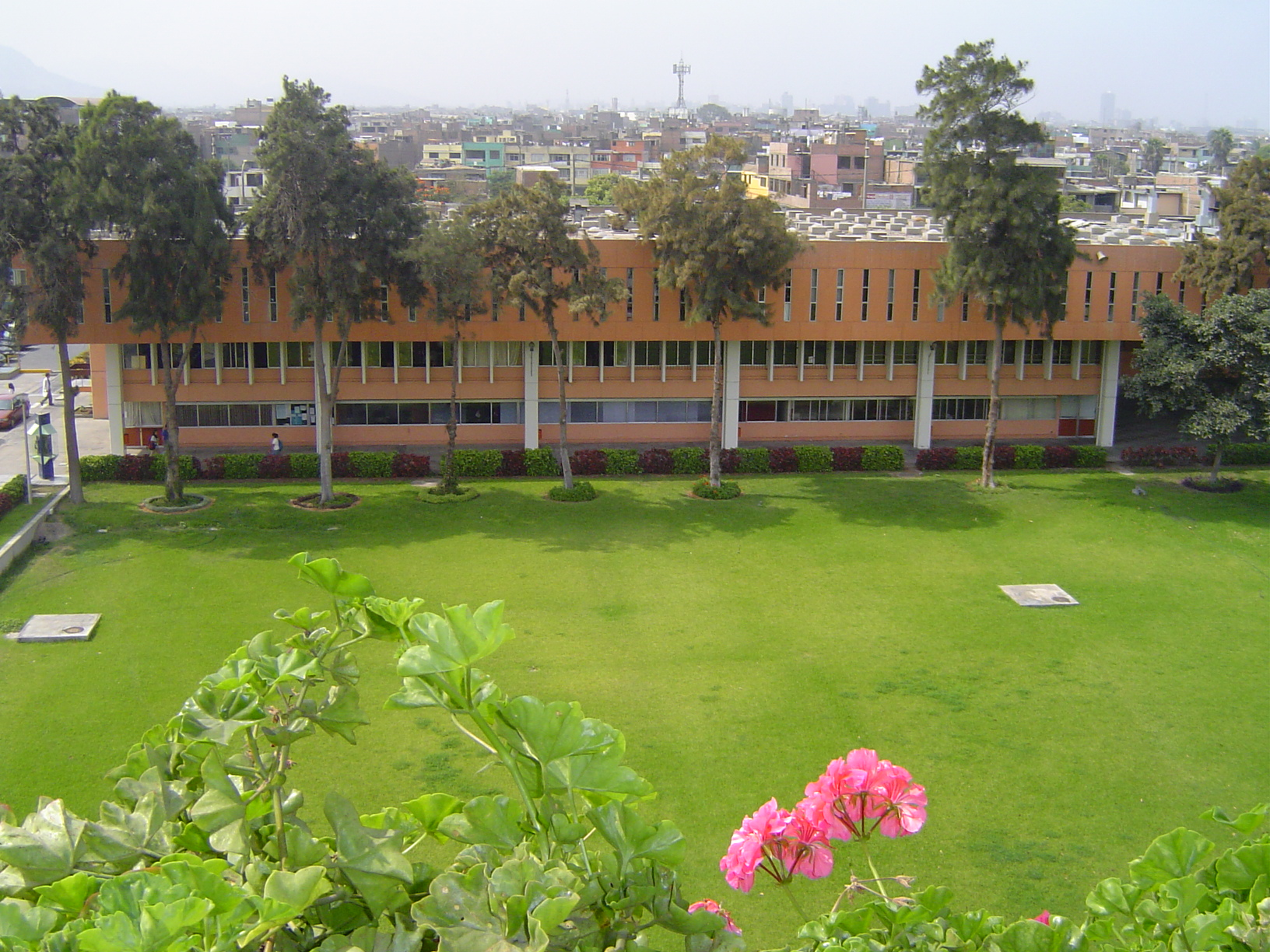
Sede San Martín de Porres de la Universidad Peruana Cayetano Heredia en el 2008.

El 22 de septiembre, se promulgó el decreto que autorizaba la nueva escuela universitaria con el nombre de Universidad Particular de Ciencias Médicas y Biológicas.  La inauguración oficial de la nueva universidad se realizó el 18 de junio de 1962, con la asistencia del Presidente de la República, Manuel Prado Ugarteche. Las primeras clases comenzaron en mayo de 1962, en las antigua sede del Colegio Sagrados Corazones Belén en la calle Juan Simón del Jirón de la Unión, y tras la apertura del Hospital Nacional Cayetano Heredia en 1967, se trasladan a la nueva sede de San Martín de Porres en el Cono Norte, en el verano de 1968. Sería el 24 de febrero de 1965 cuando la institución cambia de nombre por el que actualmente tiene: Universidad Peruana Cayetano Heredia, buscando también desarrollarse en otras disciplinas afines a las ciencias de la salud.

### CasoVacunagate
El caso Vacunagate es un caso de corrupción que se dio en la segunda mitad del año 2020 e inicios del 2021 con respecto a 1000 vacunas de la empresa farmacéutica Sinopharm otorgadas extraoficialmente a la Universidad Peruana Cayetano Heredia destinadas a ensayos clínicos de la Fase 3. Las dosis sobrantes fueron otorgadas a altos funcionarios del Estado Peruano (incluidos el Presidente de la República del Perú en ese entonces: Martín Vizcarra y su ministra de salud Pilar Mazzetti), a trabajadores del proyecto de investigación sobre el uso de la vacuna en población peruana y a altas autoridades de la universidad, incluidos el rector de la universidad Luis Varela Pinedo y su vicerrector José Ronald Espinoza Babilón, quienes entre otras autoridades del centro educativo, tuvieron que renunciar el 18 de febrero producto del escándalo. El 16 de febrero la situación se vio agravada al descubrirse que Germán Málaga Rodríguez, líder del proyecto en la sede Cayetano Heredia, aplicó tres dosis a 40 personas, incluyéndose a sí mismo y a un viceministro, de forma irregular y sin consentimiento escrito. El 19 de febrero, luego de una inspección en que se corroboraron diversas irregularidades que violaron el protocolo del estudio, las buenas prácticas y los estándares éticos, el Instituto Nacional de Salud del Perú determinó la salida del investigador principal responsable, Germán Málaga, y suspendió a la universidad como centro de realización de nuevos ensayos clínicos.

## Organización

### Gobierno
En lo que respecta al rectorado, los rectores de la Universidad Peruana Cayetano Heredia desde su fundación han sido:
| Rectores                      | Períodos    |
| ----------------------------- | ----------- |
| Dr. Honorio Delgado           | 1962 - 1967 |
| Dr. Alberto Hurtado           | 1967 - 1969 |
| Dr. Carlos Monge              | 1970 - 1972 |
| Dr. Enrique Fernández         | 1973 - 1976 |
| Dr. Alberto Cazorla           | 1976 - 1977 |
| Dr. Homero Silva              | 1977 - 1984 |
| Dr. Alberto Cazorla           | 1984 - 1989 |
| Dr. Roger Guerra-García Cueva | 1989 - 1994 |
| Dr. Carlos Vidal Layzeca      | 1994 - 1999 |
| Dr. Oswaldo Zegarra           | 1999 - 2007 |
| Dra. Fabiola León-Velarde     | 2008 - 2017 |
| Dr. Luis Varela Pinedo        | 2017 - 2021 |
| Dr. Gustavo González Rengifo  | 2021 - 2021 |
| Dr. Enrique Castañeda Saldaña | 2021 -      |

### Facultades y escuelas
La Universidad Peruana Cayetano Heredia cuenta con las siguientes facultades y escuelas:
| Facultades y escuelas                                                      | Fecha de creación                   | Carreras                                       |
| -------------------------------------------------------------------------- | ----------------------------------- | ---------------------------------------------- |
| Facultad de Medicina                                                       | 1961                                | Medicina                                       |
| Facultad de Medicina                                                       | 1961                                | Tecnología médica                              |
| Facultad de Ciencias e Ingeniería                                          | 1961                                | Biología                                       |
| Facultad de Ciencias e Ingeniería                                          | 1961                                | Farmacia y Bioquímica                          |
| Facultad de Ciencias e Ingeniería                                          | 1961                                | Ingeniería Biomédica (en convenio con la PUCP) |
| Facultad de Ciencias e Ingeniería                                          | 1961                                | Nutrición                                      |
| Facultad de Ciencias e Ingeniería                                          | 1961                                | Química                                        |
| Facultad de Ciencias e Ingeniería                                          | 1961                                | Ingeniería Informática                         |
| Facultad de Ciencias e Ingeniería                                          | 1961                                | Ingeniería Ambiental                           |
| Facultad de Estomatología                                                  |                                     | Estomatología                                  |
| Facultad de Educación Archivado el 17 de abril de 2022 en Wayback Machine. | 1998                                | Educación Inicial                              |
| Facultad de Educación Archivado el 17 de abril de 2022 en Wayback Machine. | 1998                                | Educación Primaria                             |
| Facultad de Educación Archivado el 17 de abril de 2022 en Wayback Machine. | 1998                                | Educación Inicial Intercultural Bilingüe       |
| Facultad de Educación Archivado el 17 de abril de 2022 en Wayback Machine. | 1998                                | Educación Primaria Intercultural Bilingüe      |
| Facultad de Enfermería                                                     |                                     | Enfermería                                     |
| Facultad de Salud Pública y Administración                                 | 1998                                | Administración                                 |
| Facultad de Salud Pública y Administración                                 | 1998                                | Administración en Salud                        |
| Facultad de Salud Pública y Administración                                 | 1998                                | Salud Pública y Salud Global                   |
| Facultad de Psicología                                                     |                                     | Psicología                                     |
| Facultad de Medicina Veterinaria y Zootecnia                               |                                     | Medicina Veterinaria y Zootecnia               |
| Escuela de Tecnología Médica                                               |                                     | Laboratorio Clínico                            |
| Escuela de Tecnología Médica                                               | Radiología                          |                                                |
| Escuela de Tecnología Médica                                               | Terapia de Audición, Voz y Lenguaje |                                                |
| Escuela de Tecnología Médica                                               | Terapia Física y Rehabilitación     |                                                |
| Escuela de Tecnología Médica                                               | 2011                                | Urgencias Médicas y Desastres*                 |

## Investigación

### Centros y institutos de investigación
- Instituto de Gerontología
- Instituto de Medicina Tropical Alexander von Humboldt
- Instituto de Investigaciones de la Altura
- Centro de Investigación e Incidencia en Políticas, Sistemas y Servicios de Salud, Educación y Protección Social para la Equidad
- Centro de Investigación en Atención Primaria de Salud
- Centro Latinoamericano de Excelencia en Cambio Climático y Salud
- Centro para la Sostenibilidad Ambiental
- Centro de Salud Global
- Centro de Investigación para el Desarrollo Integral y Sostenible
- Centro de Investigación Interdisciplinaria en Sexualidad, Sida y Sociedad
- Centro de Investigación en Salud Materna e Infantil
- Centro de Investigación y Desarrollo en Salud Mental
- Institución Prestadora de Servicios de Salud (IPRESS) “Centro de Estudios Clínicos Roger Guerra García”

## Campus

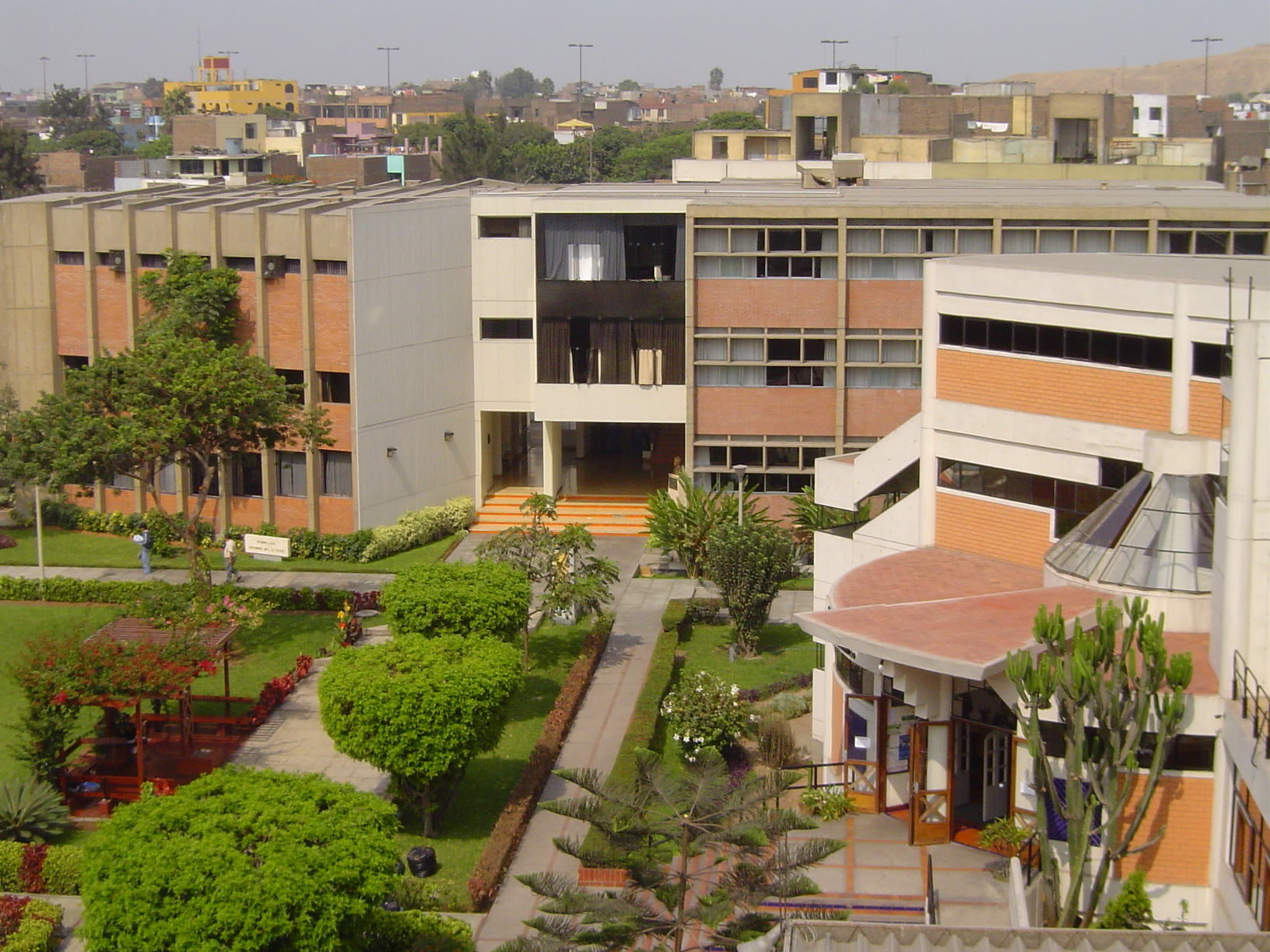
Sede San Martín de Porres de la Universidad Peruana Cayetano Heredia, 2008.

- Sede San Martín de Porres: conocido como campus norte o campus central, es el local principal de la universidad y está ubicado en el distrito de San Martín de Porres. En este campus, se encuentran las facultades de medicina, enfermería, ciencias y filosofía, educación, estomatología, ingenieria de sistemas , ingeniería biomédica, nutrición, veterinaria y zootecnia, salud pública y administración, las escuelas de tecnología médica y de postgrado "Víctor Alzamora Castro" y el centro de idiomas. Asimismo, se ubica la clínica médica Cayetano Heredia, la sede norte de la clínica dental docente, la clínica veterinaria docente, los laboratorios de investigación y desarrollo de ciencia y tecnología (siglas: LID) y los institutos de medicina tropical, gerontología e investigaciones de la altura.
- Sede La Molina: conocido como campus este o campus Monterrico, se ubica en el distrito de La Molina. En este campus se llevan a cabo los estudios generales de los programas de pregrado y es sede de la facultad de psicología.
- Sede Miraflores: conocido como campus sur, es la Casa Honorio Delgado que se ubica en el distrito de Miraflores. Este campus alberga a al Centro Cultural y Académico (siglas: CCA), el Centro de estudios preuniversitarios, el Centro de Sostenibilidad Ambiental (siglas: CSA) y sirve de espacio para cátedras universitarias, actividades culturales y proyectos de investigación.
- Sede San Isidro: sede de la clínica dental docente de la facultad de estomatología para sus programas de postgrado.
- Sede Santa María del Mar: es sede del Centro de Innovación Científica, Ecológica y Académica (siglas: CICEA), un espacio para la generación de innovación y emprendimiento para la producción científica y tecnológica de la universidad, además de la transferencia tecnológica al sector productivo.

## Rankings académicos
En los últimos años se ha generalizado el uso de rankings universitarios internacionales para evaluar el desempeño de las universidades a nivel nacional y mundial; siendo estos rankings clasificaciones académicas que ubican a las instituciones de acuerdo a una metodología científica de tipo bibliométrica que incluye criterios objetivos medibles y reproducibles, tomando en cuenta por ejemplo: la reputación académica, la reputación de empleabilidad para los egresantes, la citas de investigación a sus repositorios y su impacto en la web. Del total de 92 universidades licenciadas en el Perú, la Universidad Peruana Cayetano Heredia se ha ubicado casi siempre dentro de los diez primeros lugares a nivel nacional en los diversos rankings universitarios internacionales. Junto con la Universidad Nacional Mayor de San Marcos y la Pontificia Universidad Católica del Perú, es una de las tres únicas universidades peruanas que han llegando a ocupar la primera posición a nivel nacional en determinadas ediciones de las clasificaciones académicas existentes.
Ocupa el primer lugar, según el ranking de la Superintendencia Nacional de Educación Superior Universitaria (SUNEDU) del 2022, elaborado con el registro de Web of Science entre 1980-2020 con los siguientes criterios: la producción científica, la excelencia internacional, el impacto científico y el número de patentes vigentes.
| Clasificación                                                                  | 2010 | 2011 | 2012                | 2013     | 2014        | 2015        | 2016      | 2017      | 2018          | 2019          | 2020         | 2021                |
| ------------------------------------------------------------------------------ | ---- | ---- | ------------------- | -------- | ----------- | ----------- | --------- | --------- | ------------- | ------------- | ------------ | ------------------- |
| Academic Ranking of World Universities Puesto en Perú (Puesto en el Mundo)     | —    | —    | —                   | —        | —           | —           | —         | —         | —             | —             | —            | —                   |
| Webometrics Ranking of World Universities Puesto en Perú (Puesto en el Mundo)  | —    | —    | 3 / 3 (1773 / 2023) | 4 (2338) | 3 (2014)    | 4 (2157)    | 4 (2688)  | 19 (5143) | 11 (4287)     | 10 (3699)     | 8 (3524)     | 7 / 3 (3451 / 2403) |
| University Ranking by Academic Performance Puesto en Perú (Puesto en el Mundo) | —    | —    | —                   | —        | 1 (1177)    | 1 (1366)    | 1 (1333)  | —         | 1 (1403)      | 1 (1269)      | 1 (1360)     | 1 (1267)            |
| SCImago Institutions Rankings Puesto en Perú (Puesto en el Mundo)              | —    | —    | 1 (669)             | 2 (650)  | 2 (637)     | 2 (632)     | 2 (647)   | 1 (605)   | 2 (697)       | 1 (660)       | 1 (674)      | 1 (683)             |
| QS World University Rankings Puesto en Perú (Puesto en el Mundo)               | —    | —    | —                   | —        | 2 (651-700) | 2 (601-650) | 2= (701+) | 2= (701+) | 2= (801-1000) | 2= (801-1000) | 2 (801-1000) | 2 (701-750)         |
| THE World University Rankings Puesto en Perú (Puesto en el Mundo)              | —    | —    | —                   | —        | —           | —           | —         | —         | —             | 1 (501-600)   | 1 (501-600)  | 1 (501-600)         |

## Modelo Educativo
El Modelo Educativo de la Universidad Peruana Cayetano Heredia tiene como propósito servir de orientación ontológica y pedagógica de la formación profesional y social-ciudadana del estudiante, comprometido con el desarrollo del medio donde se desenvuelve con libertad y ética. Este modelo asume el enfoque humanista y centra su actuación en el desarrollo integral de la persona. Su Modelo Educativo se basa en un enfoque por competencias, porque orienta el diseño de todas las actividades curriculares alineadas al perfil de egreso del estudiante.
Los lineamientos sobre los cuales se cimienta esta propuesta de Modelo Educativo, llamados principios orientadores, son: 
- Inclusión para la atención a la diversidad
- Internacionalización
- Interdisciplinariedad
- Responsabilidad y vinculación social
- Investigación, emprendimiento e innovación

Lo que este Modelo Educativo busca conseguir es que los estudiantes egresados de sus aulas integren una serie de competencias acordes con la razón de ser y la misión de la Universidad y que permita al futuro profesional lograr un desarrollo personal integral. Estas competencias que caracterizan al egresado de la universidad son: pensamiento integrador, autogestión, comunicación, liderazgo y trabajo colaborativo, ética y responsabilidad profesional y la innovación y emprendimiento.
Para lograr el perfil del estudiante herediano, los componentes clave del Modelo Educativo incluyen:
- Docente herediano: a través de la enseñanza efectiva, la producción académica y de su permanente formación garantiza la excelencia académica.
- Formación centrada en la persona: se promueve desde el enfoque humanista.
- Proceso formativo: se basa en un enfoque por competencias que se aplica a los diferentes niveles de formación.
- Flexibilidad educativa: estrategia que posibilita cambios relacionados al tiempo, espacio y escenario de aprendizaje.
- Evaluación del y para el aprendizaje: valora de manera integral el desempeño y el conocimiento del estudiante.